# Agdistis hartigi
Agdistis hartigi là một loài bướm đêm thuộc họ Pterophoridae. Nó được tìm thấy ở miền nam Tây Ban Nha, Ý (Sardinia và Sicilia), Hy Lạp và Tunisia.
Sải cánh dài khoảng 17 mm.
Con trưởng thành bay từ tháng 6 đến tháng 7 và từ tháng 9 đến tháng 10.